# Mülmischtalbrücke
Die Mülmischtalbrücke im nordhessischen Schwalm-Eder-Kreis ist ein etwa 870 m langes und maximal 74 m hohes, zweigleisiges Eisenbahnüberführungsbauwerk der Schnellfahrstrecke Hannover–Würzburg bei Streckenkilometer 161,7. Die Stahlbeton-Balkenbrücke wurde zwischen den Jahren 1986 und 1988 errichtet.
Die Kosten werden mit 36,2 Millionen DM angegeben.

## Geographische Lage
Die Brücke steht knapp 2 km östlich von Körle und überspannt das Tal des Fulda-Zuflusses Mülmisch mit der Körler Straße und Melsunger Straße (Landesstraße 3228), die von Unter-Empfershausen nach Körle und ins dortige Fuldatal führen.

## Unterbauten
Die Widerlager und Pfeiler sind auf Buntsandstein mit Großbohrpfählen gegründet. Die Pfähle haben eine maximale Länge von 33 m und 1,5 m Durchmesser. Im Regelfall sind 12 Pfähle unter Pfahlkopfplatten mit den Abmessungen 11,2 m × 11,2 m × 2,3 m angeordnet. In der Brücke ist ein bogenförmig gestalteter A-Bock mit einer Stützweite von 116 m, was der doppelten Stützweite der Normalfelder entspricht, vorhanden. Aufgrund der Geologie steht der A-Bock außerhalb der Brückenmitte. Dieser ist der Festpunkt der Brücke und leitet insbesondere die Längskräfte infolge Bremsen aus dem in Längsrichtung gekoppelten Überbau in den Baugrund ab. Der A-Bock hat einen Hohlquerschnitt aus Stahlbeton und ist gemeinsam mit den beiden benachbarten Pfeilern auf je einem Pfahlkopffundament gegründet. Dieses Fundament mit den Abmessungen 20,95 m × 17,2 m × 3,0 m wird durch 30 Pfähle getragen.
Die rechteckigen maximal 68 m hohen Stahlbetonpfeiler haben einen Hohlkastenquerschnitt mit 35 cm Wanddicke. Im Gegensatz zu den anderen Brücken der Strecke mit abgeschrägten Pfeilerecken sind diese durch betont verstärkte Pfeilerecken sowie eine geschwungene Form am Pfeilerkopf gestaltet. Das Mindestaußenmaß unterhalb der Pfeilerköpfe beträgt 5,3 m × 3,2 m. Ab dort verbreitern sich die Stützen mit einem Anzug von 60:1 in beide Richtungen nach unten.

## Überbau

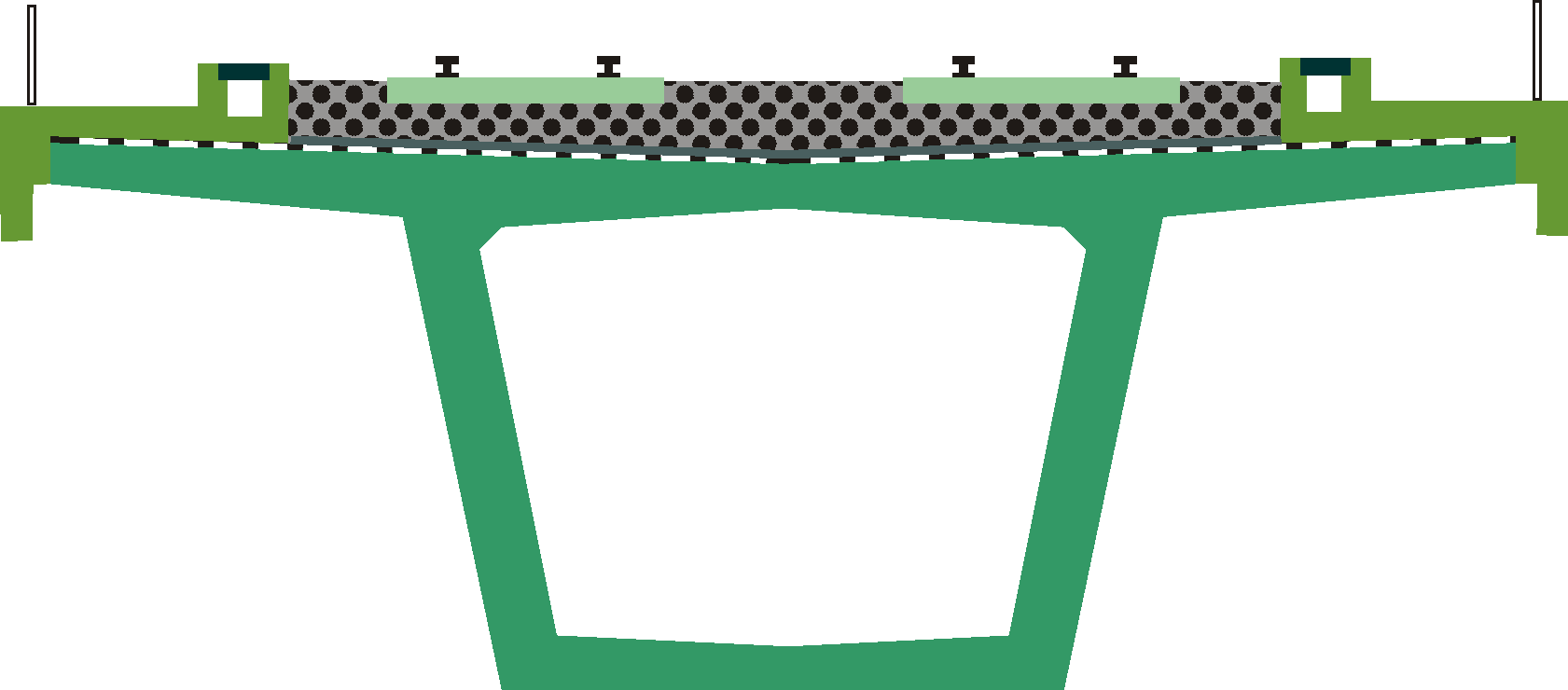
Querschnitt des Überbaus

Der Überbau besteht aus einer Kette von 15 Einfeldträgern. Dadurch ist der spätere Austausch einzelner Brückensegmente möglich. Die Querschnittsform ist ein einzelliger Stahlbetonhohlkasten mit geneigten Stegen, in Längsrichtung vorgespannt. Zusätzlich ist die Fahrbahnplatte in Querrichtung vorgespannt. Bei einer Überbaubreite von 14 m betragen die Stützweiten einheitlich 58 m. Die konstante Konstruktionshöhe von 5,3 m (1/11 der Stützweite) ist aufgrund der erforderlichen Steifigkeit zur Durchbiegungsbegrenzung relativ hoch. Bewegungsfugen mit Schienenauszügen sind an den Brückenenden vorhanden.

## Geschichte
In der Planungsphase lag die Brücke im Planungsabschnitt 13 im Mittelabschnitt der Strecke.
Mit der Bauüberwachung war das Straßenbauamt Kassel beauftragt.

### Entwurf
Das Mülmischtalbrücke entstand gemäß einem Sonderentwurf des Ingenieurbüros Harries und Kinkel. Der Verwaltungsentwurf sah keinen A-Bock, sondern eine zusätzliche Stütze vor, die eine aufwändige Tiefgründung in Braunkohleeinlagerungen erforderte. Mit zwei Festpunkten an den Widerlagern war zwar nur ein großer Schienenauszug in Brückenmitte notwendig, allerdings musste der zugehörige Pfeiler samt Gründung erheblich steifer ausgebildet werden, als die restlichen Pfeiler.
Auch die Modellierung der Stützen war ein Sondervorschlag. Dies erforderte zwar einen Mehraufwand gegenüber der ausgeschriebenen Pfeilergeometrie, was allerdings durch Einsparungen bei dem erforderlichen Betonstahl kompensiert werden konnte. Zusätzlich ergab sich aus den schlankeren Pfeilern und den übrigen gestalterischen Elementen eine verbesserte Bauwerksansicht. Die später errichtete Pfieffetalbrücke wurde mit analog modellierten Pfeilern von derselben Wetzlarer Bauunternehmung errichtet.

### Ausführung
Der A-Bock wurde auf einem hölzernen Traggerüst geschalt. Das 6,5 m breite Gerüst bestand aus fünf hintereinander stehenden Holzreihen aus Rundhölzern, die mit Kanthölzern und stählernen Windrispenbändern verbunden waren. In Querrichtung wurde das Gerüst abgespannt. Für das Gerüst wurden von sechs Zimmerleuten über fünf Monate insgesamt 750 Fichtenstämme verbaut. Das 116 m lange Gerüst gehörte zu den größten Holzgerüsten, das nach dem Zweiten Weltkrieg weltweit gebaut wurde. Die rund 600 t Holz wurde in nordhessischen Windbruchgebieten gewonnen. Die Konstruktion stützte im Endzustand etwa 3.200 t Beton ab. Gegenüber einem konventionellen Stahlgerüst hätten, in Verbindung mit der benachbarten Pfieffetalbrücke, rund 200.000 D-Mark eingespart werden können.
Der Überbau wurde feldweise mit einem Vorschubgerüst im Takt von zwei Wochen betoniert. Das Gerüst bestand aus einem Spannbetontrog mit einem Vorbauschnabel, der nach Fertigstellung der Brücke abgebrochen wurde.